# Marcelina Czartoryska

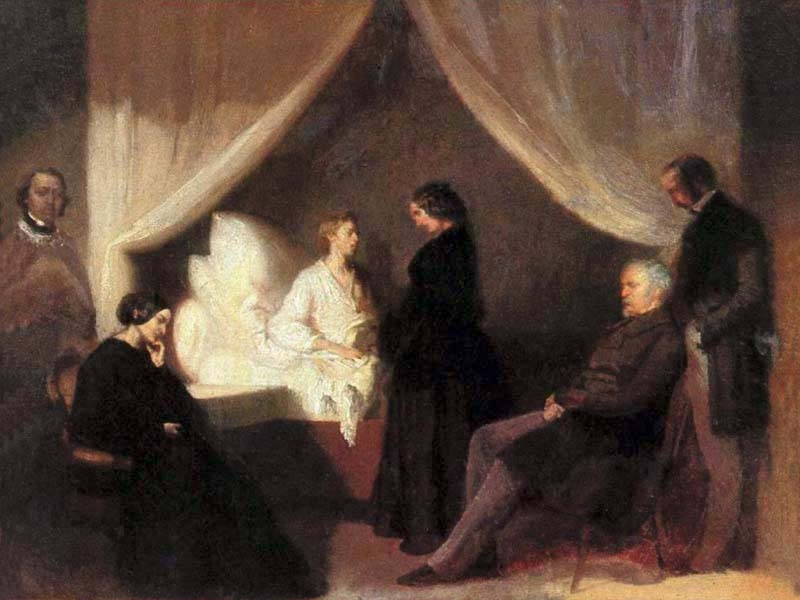
Ostatnie chwile Fryderyka Chopina, obraz Teofila Kwiatkowskiego z 1849 lub 1850 roku. Czartoryska stoi przy łożu

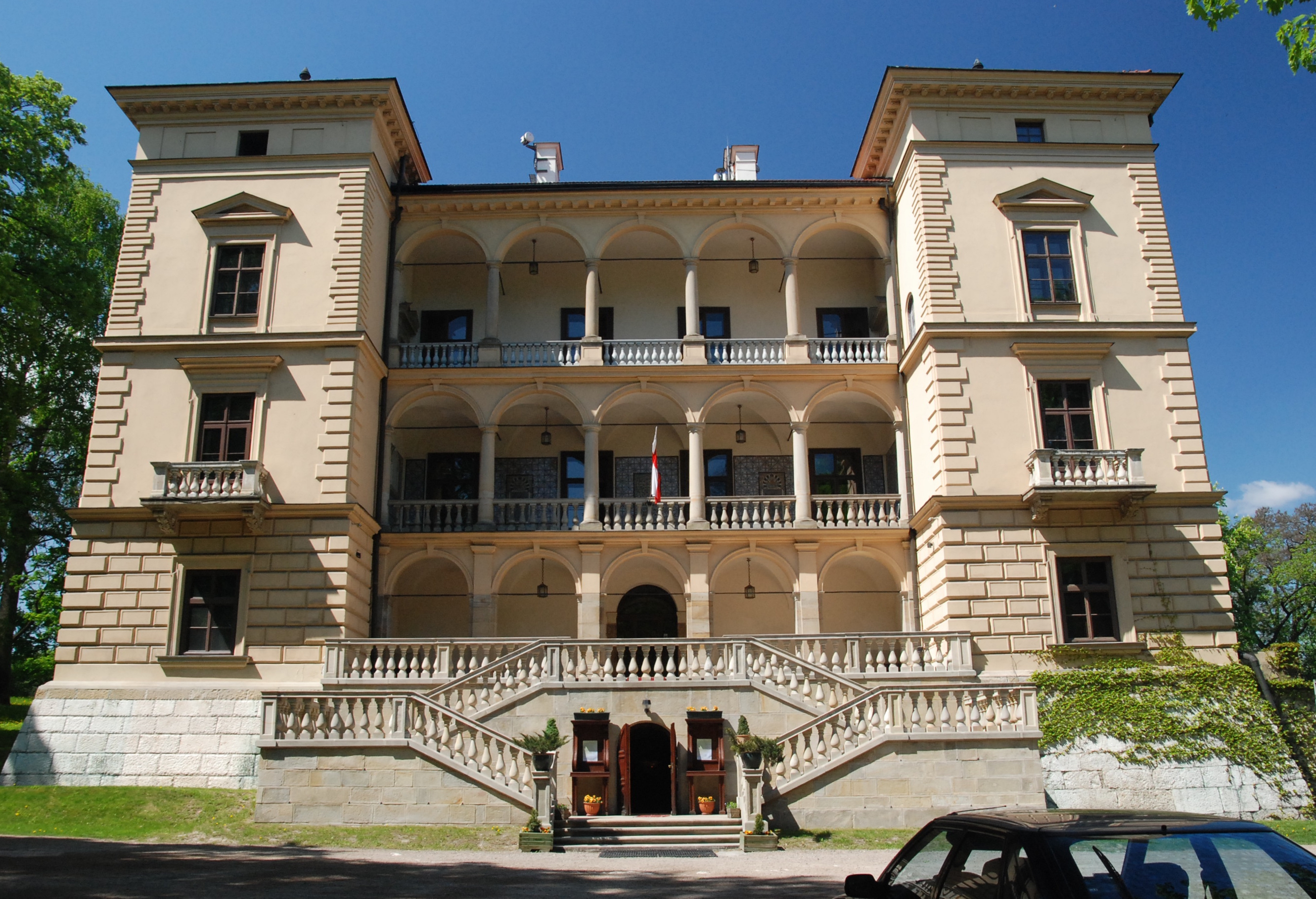
Willa Decjusza (2009)

Marcelina Czartoryska z Radziwiłłów (ur. 18 maja 1817 w Podłużnem na Polesiu, zm. 5 czerwca 1894 w Krakowie) – polska pianistka, działaczka społeczna i mecenas muzyki.

## Działalność w Europie
Od piątego roku życia przebywała w Wiedniu, gdzie uczyła się gry na fortepianie pod kierunkiem Carla Czernego, ucznia Beethovena. W 1840 r. wyszła za mąż za księcia Aleksandra Romualda Czartoryskiego, bratanka księcia Adama Czartoryskiego. Osiem lat później – po wydaleniu przez władze austriackie z Wiednia – przeniosła się do Paryża, gdzie brała lekcje gry na fortepianie u Fryderyka Chopina. Cytując hrabiego Stanisława Tarnowskiego, Chopin „widząc w niej talent tak niepospolity, kształcił go usilnie nauką i rozmową”; z kolei Ferdynand Hoesick stwierdził, że „nikt, prócz pani Sand, nie umiał z nim obchodzić się tak jak księżna; w niczyim towarzystwie nie czuł się tak uspokojony, tak szczęśliwy”. Była obecna przy śmierci Chopina w 1849 r.
Czartoryska często podróżowała po Europie, dając koncerty na cele dobroczynne, nieraz przy udziale wybitnych wirtuozów; znaleźli się wśród nich m.in. Henri Vieuxtemps, Auguste Franchomme, Pauline Viardot czy Ferenc Liszt. W jej repertuarze Chopinowskim znajdowały się m.in. oba koncerty fortepianowe oraz Sonata b-moll.

## Działalność w Polsce
W latach 1856–1858 wielokrotnie przyjeżdżała do Polski. Koncertowała we Lwowie, Poznaniu i Krakowie, wykonując m.in. Koncert fortepianowy e-moll Chopina przy akompaniamencie Władysława Żeleńskiego. W 1867 na stałe wróciła do ojczyzny, początkowo mieszkała we Lwowie, a od 1870 r. w Krakowie w Willi Decjusza na Woli Justowskiej. Prowadziła dom otwarty, który wkrótce stał się znanym salonem muzycznym.
Drugą jej rezydencją w Krakowie był tzw. pałac starostów wolbromskich przy ul. Sławkowskiej nr 5. Budynek ten został zakupiony przez ks. Aleksandra i Marcelinę Czartoryskich w drugiej połowie XIX w. z przeznaczeniem na ich miejską siedzibę. Przebudowy pałacu dla nowych właścicieli dokonał w 1875 r. architekt Maksymilian Nitsch. W gustownie i elegancko urządzonych wnętrzach zgromadzono dzieła sztuki i pamiątki historyczne związane z dziejami Polski i historią rodu Czartoryskich. Główna sala pałacu – tzw. marmurowa – została przeznaczona na potrzeby koncertowe. Ks. Marcelina dawała w niej koncerty fortepianowe dla zapraszanych w środy gości. Komnatę zdobił kominek, na którym stało marmurowe popiersie Fryderyka Chopina, a całość uzupełniały jedwabne kotary z wyhaftowaną „Pogonią” – herbem Czartoryskich. W wielkim salonie zawieszono natomiast portret ks. Adama Czartoryskiego autorstwa Delaroche'a, portret ks. Aleksandra Czartoryskiego malowany przez Henryka Rodakowskiego i portret ks. Marceliny Czartoryskiej pędzla Jana Matejki. W gabinecie pani domu znajdowały się dwa inne cenne płótna: „Śmierć ks. Adama Czartoryskiego” Le Roux i „Maciek Borkowic” Matejki. Rezydencja przy Sławkowskiej pozostawała we władaniu Czartoryskich przez 10 lat. W 1886 r. została przebudowana na reprezentacyjny „Grand Hotel”.

### Działalność pedagogiczna w Krakowie
Czartoryska nie ograniczała się jedynie do tzw. „salonów muzycznych”, urządzanych regularnie w środy w swoim pałacu, ale inicjowała także publiczne imprezy muzyczne. Była protektorką krakowskiego Towarzystwa Muzycznego i dzięki swoim zabiegom dyplomatycznym u władz w Wiedniu przyczyniła się do otwarcia Konserwatorium Muzycznego (1888). Z jej porad pianistycznych korzystali polscy pianiści: Natalia Janotha, Cecylia Działyńska oraz nestor polskiej pianistyki Aleksander Michałowski. Michałowskiemu zawdzięczamy przekaz o sposobie wykonywania przez Czartoryską mazurków Chopina: kontraście pomiędzy karczmą a salonem, pospolitością i wykwintnością. Ta wizja miała pochodzić od samego kompozytora.

### Działalność społeczna
Po śmierci męża w 1886 r. zaprzestała publicznych występów, poświęcając się działalności charytatywnej. Z jej inicjatywy powstał między innymi Szpital Dziecięcy św. Ludwika. Pochowana została na Cmentarzu Rakowickim w szatach zakonnych jako tercjarka karmelitańska.